# Еджвуд (Вашингтон)
Еджвуд (англ. Edgewood) — місто (англ. city) в США, в окрузі Пірс штату Вашингтон. Населення — 12 327 осіб (2020).

## Географія
Еджвуд розташований за координатами 47°13′55″ пн. ш. 122°17′9″ зх. д. / 47.23194° пн. ш. 122.28583° зх. д. (47.232074, -122.285729).  За даними Бюро перепису населення США в 2010 році місто мало площу 21,81 км², з яких 21,79 км² — суходіл та 0,02 км² — водойми.

## Демографія
Згідно з переписом 2010 року, у місті мешкало 9387 осіб у 3609 домогосподарствах у складі 2697 родин. Густота населення становила 430 осіб/км².  Було 3801 помешкання (174/км²).
Расовий склад населення:
| - 90,4 % — білих - 2,5 % — азіатів - 1,0 % — чорних або афроамериканців - 0,9 % — корінних американців - 0,3 % — вихідців з тихоокеанських островів - 1,4 % — осіб інших рас |

До двох чи більше рас належало 3,4 %. Частка іспаномовних становила 4,4 % від усіх жителів.
За віковим діапазоном населення розподілялося таким чином: 21,6 % — особи молодші 18 років, 64,4 % — особи у віці 18—64 років, 14,0 % — особи у віці 65 років та старші. Медіана віку мешканця становила 44,3 року. На 100 осіб жіночої статі у місті припадало 99,5 чоловіків;  на 100 жінок у віці від 18 років та старших — 101,4 чоловіків також старших 18 років.
Середній дохід на одне домашнє господарство  становив 95 514 долари США (медіана — 80 264), а середній дохід на одну сім'ю — 110 967 доларів (медіана — 91 094). Медіана доходів становила 70 736 доларів для чоловіків та 46 071 долар для жінок. За межею бідності перебувало 6,3 % осіб, у тому числі 9,5 % дітей у віці до 18 років та 5,0 % осіб у віці 65 років та старших.
Цивільне працевлаштоване населення становило 4612 особи. Основні галузі зайнятості: освіта, охорона здоров'я та соціальна допомога — 20,0 %, роздрібна торгівля — 13,9 %, виробництво — 13,4 %.